# Gesellschaft für vergleichende Kunstforschung
Die Gesellschaft für vergleichende Kunstforschung ist ein österreichischer Verein mit Sitz in Wien.
Der Verein bietet regelmäßig Vorträge, Exkursionen und Diskussionen über Kunst an und gibt die Mitteilungen der Gesellschaft für vergleichende Kunstforschung als kunsthistorische Fachzeitschrift heraus.

## Geschichte
Der Verein wurde am 4. Februar 1934 vom Kunsthistoriker Josef Strzygowski (1862–1941) gegründet, als Strzygowski aus dem Lehramt ausschied und sein Institut aufgelöst wurde, um die 1920 geteilten Lehrkanzeln (1. und 2. Kunsthistorisches Institut) des Instituts für Kunstgeschichte an der Universität Wien wieder zu einer zusammenzuführen. Die Gesellschaft wurde von Strzygowski bis zu seinem Lebensende 1941 geleitet. Die erste Publikation der Gesellschaft stellte das 11. Heft der Beiträge zur vergleichenden Kunstforschung dar, welche zuvor vom 1. Kunsthistorischen Institut der Universität Wien herausgegeben wurden. Karl Ginhart (1888–1971), der zweite Präsident der Gesellschaft, wollte eine umfassende Kunstgeschichte Österreichs in fünf Bänden herausgeben (Bildende Kunst in Österreich). Erschienen sind allerdings nur zwei Bände (Richard Kurt Donin, Von der Urzeit bis zur Romanik 1944 und Die Gotik 1955).
Richard Kurt Donin übernahm 1945 bis 1963 die Führung der Gesellschaft mit Schwerpunkt Erforschung der Österreichischen Kunst. Rupert Feuchtmüller Die spätgotische Architektur und Anton Pilgram erschien 1951 als Publikation der Gesellschaft.  Mit dem Donin als Präsident erweiterte sich das Publikum der Gesellschaft von einem rein kunsthistorischen auf ein kunsthistorisch interessiertes.
Unter der Präsidentschaft Josef Zykans (1901–1971), dem ehemaligen Landeskonservator von Wien, Niederösterreich und dem Burgenland, kam es wieder zu einer engeren Bindung der Gesellschaft zum Kunsthistorischen Institut. Vom Herbst 1963 bis 2008 wurden die Vorträge am Kunsthistorischen Institut der Universität gehalten, ab 1964 gemeinsam mit der Kunsthistorischen Gesellschaft. In den 1960er Jahren kam es auf Anregung von Renate Wagner-Rieger (1921–1980) zu einer kurzfristigen Umwidmung der Mitteilungen zugunsten einer Bibliographie der Kunstgeschichte Österreichs von 1963.
1971 übernahm Rupert Feuchtmüller (1920–2010) den Vereinsvorsitz. Auf Grund seines schlechten Gesundheitszustandes und dem Tod Renate Wagner-Riegers kam es von 1980 bis 1982 zu einer interimsmäßigen Leitung der Gesellschaft, wobei die Arbeitslast vor allem auf Marlene Strauß-Zykan lag, der Leiterin der Ausfuhrabteilung des Bundesdenkmalamts. Im Zuge einer Statutenänderung 1982 wurde die Führung der Gesellschaft in Präsident und (geschäftsführender) Generalsekretär geteilt.
Von 1982 bis 1989 war Walter Koschatzky (1921–2003), ehemaliger Direktor der Graphischen Sammlung Albertina, Präsident und Walter Krause, Professor am Kunsthistorischen Institut, von 1982 bis 2008 Generalsekretär. Nach mehrjähriger Vakanz war Waltraud Neuwirth, ehemalige Leiterin der Sammlungen Glas und Keramik am Österreichischen Museum für angewandte Kunst, von 1993 bis 2010 Präsidentin und 2008 Paul Mahringer, Bundesdenkmalamt, Generalsekretär. Die Redaktion der Mitteilungen obliegt seit 1982 Eckhart Vancsa, dem ehemaligen Leiter des Instituts für österreichische Kunstforschung am Bundesdenkmalamt. Seit 2008 finden die Veranstaltungen nicht mehr gemeinsam mit der Kunsthistorischen Gesellschaft am Institut statt. Von 2011 bis 2018 war Veronika Kreuzberg-Birke, ehemalige stellvertretende Direktorin der Albertina, Präsidentin. Seit 2019 fungiert Peter Bogner als Präsident.

## Publikationen
Seit 1948 erscheinen in regelmäßiger Folge die Mitteilungen der Gesellschaft für vergleichende Kunstforschung, das Publikationsorgan der Gesellschaft. Die Zeitschrift enthält kurze Aufsätze aus allen Bereichen der Kunstgeschichte.

## Präsidenten
- 1934–1941: Josef Strzygowski
- 1941–1945: Karl Ginhart
- 1945–1963: Richard Kurt Donin
- 1963–1971: Josef Zykan
- 1971–1980: Rupert Feuchtmüller
- 1982–1989: Walter Koschatzky
- 1993–2010: Waltraud Neuwirth
- 2011–2019: Veronika Kreuzberg-Birke
- seit 2019: Peter Bogner